# Maritime Union Deutschland
Die Maritime Union Deutschland (Kurzbezeichnung: MUD) war eine norddeutsche Kleinpartei, die am 6. Mai 2012 bei den Landtagswahlen in Schleswig-Holstein 0,12 % der Stimmen erzielte.

## Programmatik
Die Partei wurde im Juli 2011 gegründet. Hauptthema war die Wirtschaftspolitik, insbesondere der Bereich der Werftindustrie und der Fischerei. Sie setzte sich hierbei für die Stärkung des Standortes Norddeutschland in Schiffbau und Schifffahrt ein und versprach sich davon die Schaffung neuer Arbeitsplätze. Zudem wurde die Regulierung der Wirtschaft durch die Europäische Union kritisiert, die grundsätzliche Einigung Europas jedoch nicht in Frage gestellt.
Der Politologe Wilhelm Knelangen bezeichnete sie als „euroskeptische Partei“. Laut Parteiprogramm habe die „Liberalisierung und Deregulierung der EU“ für Deutschland Nachteile gebracht, was auch „für die Vorschriften zur Beihilfe und zum Wettbewerbsrecht“ gelte. Im Mittelpunkt des Parteiprogramms stand „die Sicherung der vorhandenen Arbeitsplätze der maritimen Wirtschaft, die Schaffung neuer Beschäftigungschancen und die Stärkung der nationalen Entscheidungskompetenz gegenüber der EU. Im Einzelnen sprach sich die MUD für einen Ausbau der Staatsbeteiligungen an Werften aus, um deren Wettbewerbsposition zu verbessern. Öffentliche Ausschreibungen im maritimen Bereich sollten nur noch an deutsche Unternehmen vergeben werden dürfen. Für Arbeitnehmer sei ein Mindestlohn vorzusehen.“
Zudem sollte die hiesige Verarbeitung von „Krabben und anderen Fischfangerzeugnissen“ sowie die „traditionellen Häfen mit ihren attraktiven Fischkuttern“ gefördert werden. In der Sozialpolitik forderte die Partei Subventionen von Butterfahrten für Rentner.

## Organisation
Die MUD wurde 2011 durch den Heikendorfer Fischer Konrad Fischer gegründet. Die Partei beschränkte sich auf Norddeutschland, Unterorganisationen bestanden nicht. Seit 2012 sind keine Aktivitäten der Partei mehr zu verzeichnen. 

## Ergebnis bei der Landtagswahl 2012
Bei der Landtagswahl in Schleswig-Holstein am 6. Mai 2012 erreichte die MUD 1621 Stimmen, das entspricht 0,12 % der gültigen Stimmen.